# Gemma Claudia
La Gemma Claudia è un cammeo romano a cinque strati di onice, databile al 49 circa. Appartenuto agli Asburgo, entrò poi a far parte delle collezioni del Kunsthistorisches Museum di Vienna, dove si trova tuttora. (inv IX A 63). Misura 12 cm d'altezza ed è inserita in una montatura d'oro. 
Vi sono raffigurate due cornucopie che inquadrano un'aquila (in basso), mentre nella parte superiore sono raffigurate due coppie di ritratti, una per lato, poste simmetricamente l'una di fronte all'altra. A sinistra sono presenti l'imperatore Claudio e sua moglie Agrippina minore (effigiata come Cibele, dea della fertilità), a destra si trovano i genitori di Agrippina Germanico (fratello di Claudio stesso) e Agrippina maggiore. Può darsi che l'opera sia stata realizzata in occasione del matrimonio della coppia imperiale (49) come dono ufficiale.